# Фальзон, Стефани
Стефани Фальзон (фр. Stéphanie Falzon; род. 7 января 1983, Бордо) — французская легкоатлетка, специалистка по метанию молота. Выступала на профессиональном уровне в 2000—2013 годах, победительница Франкофонских игр, шестикратная чемпионка Франции, призёрка ряда крупных международных турниров, участница двух летних Олимпийских игр.

## Биография
Стефани Фальзон родилась 7 января 1983 года в городе Бордо, департамент Жиронда.
Впервые заявила о себе на международном уровне в сезоне 2000 года, когда вошла в состав французской сборной и выступила в метании молота на юниорском мировом первенстве в Сантьяго.
В 2001 году в той же дисциплине стала восьмой на юниорском европейском первенстве в Гроссето.
В 2002 году заняла шестое место на юниорском мировом первенстве в Кингстоне.
В 2003 году среди прочего метала молот на молодёжном европейском первенстве в Быдгоще, в финал не вышла.
В 2005 году показала восьмой результат на молодёжном европейском первенстве в Эрфурте, одержала победу на Франкофонских играх в Ниамее.
В 2006 году превзошла всех соперниц на чемпионате Франции в Нанси, выступила на чемпионате Европы в Гётеборге.
В 2007 году метала молот на чемпионате мира в Осаке.
В 2008 году выиграла чемпионат Франции в Альби, установив при этом свой личный рекорд в метании молота — 73,40 метра. Благодаря череде успешных выступлений удостоилась права защищать честь страны на летних Олимпийских играх в Пекине — на предварительном квалификационном этапе метнула молот на 68,93 метра, чего оказалось недостаточно для выхода в финал. Кроме того, в этом сезоне стала седьмой на Всемирном легкоатлетическом финале в Штутгарте.
На чемпионате мира 2009 года в Берлине была девятой.
В 2010 году стала третьей на командном чемпионате Европы в Бергене, выступила на чемпионате Европы в Барселоне.
В 2011 году была третьей на Кубке Европы по зимним метаниям в Софии, в то время как на чемпионате мира в Тэгу заняла итоговое 11-е место.
В 2012 году получила серебро на Кубке Европы по зимним метаниям в Баре, заняла шестое место на чемпионате Европы в Хельсинки. Принимала участие в Олимпийских играх в Лондоне — в финале метнула молот на 73,06 метра, расположившись в итоговом протоколе соревнований на шестой строке.
Завершила спортивную карьеру по окончании сезона 2013 года.